# Джміль-зозуля польовий
Джміль-зозу́ля польови́й (англ. Bombus campestris) — джміль-зозуля, що поширений в Європі.

## Назва

### Видовий епітет
Видовий епітет лат. campestris перекладається як укр. польовий.

## Короткий опис імаго
Джміль середньої довжини. Середня довжина самки становить 18 мм, а самця — 15 мм. Волоски самки дуже тонкі на дорсальній (верхній) стороні. Комірець (англ. collar; передній край передньоспинки), а в деяких випадках і верхівка голови, вкрита помаранчево-жовтими волосками, тоді як тергіти (черевні сегменти) з 3-го по 5-й з боків вкриті жовтими волосками, а посередині — чорні. Решта тіла чорна. Опушення самця є мінливішим: існує бліда форма з широким блідо-жовтим комірцем, жовтими волосками на верхівці голови, блідими волосками з боків відмінного першого чорного тергіту, жовтою лінією вздовж заднього краю та вкритими блідо-жовтими волосками тергітами з 3-го по 6-й з, зазвичай, чорною, тонкою, центральною лінією. Що стосується самки, решта тіла чорного кольору. Темна форма повністю чорна, за винятком тонкої дифузної смужки на комірці та жовтих волосків з боків 4-6 тергітів. Існують проміжні форми. І самки, і самці можуть бути меланістичними. У західній Шотландії зустрічається підвид B. c. swynnertoni, у якого самка з майже повністю блідо-жовтими грудями, жовтими волосками на 1-му і 2-му тергітах та жовтим хвостом. Самець має більше чорних волосків на грудях, але багато жовтих волосків на черевці.

## Екологічні особливості
Його основними хазяями є джмелі підроду Thoracobombus, як-от Bombus pascuorum (джміль польовий). У континентальній Європі, він також паразитує в гніздах джмеля наземного (Bombus humilis) та джмеля лугового (Bombus pratorum; хоча останній належить до Pyrobombus, а не Thoracobombus). 
Обидві статі відвідують квіти альканету, комонника лучного та будяків. Самки також відвідують кульбабу, конюшину лучну, вероніку дібровну та розхідник звичайний, тоді як самець живиться на ожині та волошці.

## Ареал
B. campestris можна зустріти на більшій частині території Європи від середньої Фенноскандії на півночі до північної Іспанії, південної Італії та Греції, і від Британських островів на заході до найсхіднішої точки Росії. У Великій Британії, в основному він зустрічається в Англії та Уельсі, і його поширення є нерівномірним у Шотландії.